# 氣球塔防6
《氣球塔防6》是一款於2018年發行的塔防游戏，同時是「氣球塔防系列」所出品的第6部作品。此遊戲由紐西蘭公司Ninja Kiwi開發以及發行，並於2018年6月在Android與iOS平台首發。支援Microsoft Windows系統的遊戲版本於2018年12月通過Steam平台發行，而在Mac OS系統上，其適用版本也於2020年3月釋出。後續在Apple Arcade上，此遊戲以「氣球塔防6+」的名稱於2022年2月發行。
截止2022年6月15日，遊戲已支援英文、法文、繁體中文、義大利文、德文、丹麥文、簡體中文等語言。
玩家對此遊戲的評價傾向於正面，而對此遊戲持批評態度的玩家表示：此遊戲過於手遊化且流程過長，以及升級解鎖的設計存在問題。

## 遊戲概述

### 遊戲玩法

玩家正在遊玩遊戲《氣球塔防6》。

遊戲以偽三維視角遊玩。在遊玩遊戲時，玩家需要在氣球經過的路徑、地圖既有結構及機關之外的可用位置部屬猴子防禦塔，以擊破氣球為己任，存活更多回合為目標。在部署時，當猴子塔的作用範圍在螢幕上顯示為全紅色之時，表明其無法部署。在遊戲進行時的各個回合所生成的氣球種類及數量都會有所不同，並且隨著回合數的增加，生成的氣球會變得愈加强大。當玩家悉數擊破當前回合所生成的氣球時，系統判定此回合防禦成功，並可開始下一回合。而當逃逸出的氣球數超過系統預設的生命數時，無論當先回合的氣球是否全部生成，都將判定為失敗，回合結束。
遊戲當中的地圖共分爲初學、中級、高級和專家四類，而每一幅地圖也分爲簡單、中等和困難三大類型。玩家預設解鎖所有初學地圖，解鎖進階種類地圖需要通關前一個難度的地圖。而每幅遊戲地圖的大類難度，即簡單、中等和困難可以由玩家自行選擇，並無通關條件。隨著玩家通關地圖數量的推進，其可遊玩的地圖種類亦會愈加豐富。一些地圖當中存在系統預先放置的障礙物，這些障礙物有可能會阻擋猴子塔的視野以及攻擊範圍。可以通過使用遊戲內現金的方式將障礙物移除，但遊戲地圖內亦存在無法移除的障礙物。截止2022年12月12號，最新的遊戲地圖是「一二樹」，遊戲地圖種類為初學，加入時間為2022年12月8號。
擊破氣球可以獲得遊戲內現金，玩家通過這些獲得的現金能夠購買額外的猴子塔、對螢幕上已有的猴子塔進行升級强化屬性以及移除螢幕上可以移除的障礙物，使猴子塔獲得更高的攻速、更強的攻擊、可以擊破額外的氣球種類和更廣的攻擊範圍，一些猴子塔在升級之後還會對其作用範圍的其他猴子塔進行遊戲内暫時或永久的屬性加成。部署的猴子塔也可以出售，出售的猴子塔會返還70%的現金以及騰出原有空間，可以用出售獲得的現金升級其他的猴子塔，以及在騰出的空間上部署其他種類的猴子塔。

### 遊戲特色
氣球塔防6在原有的遊戲基礎之上，將「英雄」猴子塔新增至遊戲當中。英雄猴子塔在遊戲內一經放置，可以隨著遊戲回合數目的推進而自動升級，也可以隨著遊戲內等級數的遞增增强其攻擊能力、新增技能選項和減少技能的冷卻時間。英雄通常會在3級獲得一個技能，在10級會獲得另外一個技能，並以20級為上限。同時也存在一種由同種類猴子塔集合而成的「典範」猴子塔，雖然升級價格極度昂貴，但是典範猴子塔將所屬同類的猴子塔所具備優點集合於一身。鑒於「以犧牲所有的同類猴子塔為代價，換取一個擁有强大能力的典範猴子塔」的風險較高，因此在升級典範猴子塔之前，系統會額外彈出一個確認提示，點選確認選項之後方可升級。

遊戲當中擁有限時售賣物品的獎盃商店，擷取於2022年07月01號。

玩家可以在遊戲過程中取得猴幣資源、猴子知識點資源、獎盃資源以及力量資源。
- 猴幣一般作爲通過關卡以及挑戰勝利的獎勵，可以從每日獎勵亦可以通過遊戲內額外購買渠道來獲得。這是一種遊戲內的通用貨幣，擁有繼續完成已經被判定失敗的挑戰、解鎖更多英雄、購買英雄皮膚、遊戲內快速升級英雄等級、新增力量的數量等能力。
- 猴子知識點需要在猴子知識板塊方可發揮作用，後者以技能樹的方式呈現。知識點一經使用，能夠給予猴子塔全新的技能、猴子塔額外的能力以及玩家樂見的其他通用能力。獲得猴子知識點的途徑為玩家通過30級之後的升級、達成特定成就以及遊戲內購買。並且，猴子知識點會隨著遊戲版本的更新而新增內容[10]。玩家亦可以於猴子知識點介面自由選擇其啟用與停用，然而只能選擇「啟用全部」或是「停用全部」。
- 獎盃在遊戲當中屬於一種稀有的資源，因爲獲取獎盃的方式只有完成征程、完成競速比賽、擊敗頭目氣球、競速比賽結束之後的論功行賞以及達成特定成就。獎盃資源只能在獎盃商店使用，而獎盃商店會售賣自訂化身、英雄放置特效、氣球皮膚、組隊表情等物品，在特殊時段，如萬聖節、聖誕節、復活節、美國獨立日期間還會推出限時售賣物品[註 1]。值得注意的是：獎盃資源無法被其他遊戲內資源所替代。
- 力量資源可以作為輔助玩家通過遊戲關卡的消耗型工具，獲得方式為：在力量頁面通過花費猴幣新增、完成每日挑戰、完成簡單模式征程、遊戲內購買等。遊戲中的力量還有一個即時猴子塔的分支，同樣可以輔助玩家通過遊戲關卡，但稀有度比前述的力量高。即時猴子塔的放置無須遊戲內現金，然而可能會有升級的限制，具體限制由其階等所決定。

### 遊戲模式
截止2022年6月18號，遊戲分爲單人模式、沙盒模式、競速模式、合作遊玩模式、征程模式和頭目模式，共計6種。
- 單人模式：預設遊玩模式，玩家藉助連結本地伺服器和雲端備份存檔的方式遊玩。
- 沙盒模式：[11]擁有無限的生命和近乎無限的遊戲內現金，可以自定義回合、氣球種類、氣球發送數量以及氣球發送間隔，在完成簡單和困難的標準難度，中等的反向難度之後解鎖，但是在此模式中無法召喚前文提及的典範猴子塔。
- 競速模式：在此模式下，氣球回合可以被提前發送，成績按照遊戲勝利花費時間來計算，用時愈少的玩家愈有可能拔得頭籌。無論競速成功與否，其冷卻時間均爲120分鐘，但是可以用從每日寶箱獲得或者是遊戲內購買的黃金票券來重置冷卻時間，進而獲得更多的競速機會。
- 合作遊玩模式：此模式可以使玩家和其他玩家合作對戰，最多容許4名玩家共同對戰一局遊戲，且對戰的戰績與前述的單人模式相互獨立。
- 征程模式：遊戲內會譯作「俄底修斯」或是「奧德賽」。此模式需要玩家預先選擇猴子塔的種類、數量以及英雄的種類，再通過一定數量的遊戲地圖[註 2]方可通關。征程的生命數由全部征程地圖共享，且一旦開始，除非玩家選擇重新開始，否則無法變更征程團隊及難度。在一些情況下的征程可能會是極端征程，在極端征程下，猴子塔會隨著征程的推進而逐漸消耗，只有英雄可以被重複使用。
- 頭目模式：在進行頭目氣球活動時，頭目的移動速度無法以任何方式減慢，一旦遊戲開始，其回合會一直持續，中無暫停。每擊敗一階頭目會給予玩家相應的獎勵，頭目共五階，給予的獎勵隨著頭目階等而提升。如果未在20回合之內擊敗頭目，將視爲戰敗，擊敗全部五階頭目即獲勝，而擊敗普通頭目即可解鎖精英頭目，精英頭目模式的難度較普通頭目模式的難度高，而獎勵也比後者要豐厚。

## 遊戲歷史
據Ninja Kiwi開發團隊所言，很多開發者擁有著深厚的遊戲開發經驗，其開發遊戲的經歷甚至可以追溯到魔獸爭霸III時期。並且開發者一致認爲開發屬於自己的塔防遊戲頗具意義，遂而決定製作氣球塔防系列遊戲。
有關氣球塔防6最早的資訊可以追溯至PRLog上的一篇貼文，貼文內容提及Ninja Kiwi雖然沒有給出明確的遊戲發行日期，但是公司的目標是在2017年結束之前將此遊戲發行，亦提及鑑於遊戲本身的規模，Ninja Kiwi正在緊鑼密鼓地進行大幅度的平衡調整與測試遊戲。
雖然遊戲未能夠在2017年如期上綫，但是遊戲還是在2018年6月14號在App Store和Google Play上首發，遊戲版本號為1.3。
2018年12月13號推出7.0版本，新增競速模式。
2018年12月17號支援Microsoft Windows的遊戲版本在Steam上發行。
2019年7月3號推出11.0版本，新增多人模式。
2020年3月12號推出16.2版本，發行支援Mac OS系統的遊戲版本。
2020年7月9號推出19.0版本，新增征程模式。
2021年7月26號推出27.0版本，新增頭目模式。
2021年10月14號推出28.0版本，新增頭目合作遊玩模式。
2022年2月11號，在Apple Arcade平台上以「氣球塔防6+」的名稱發行。
2022年12月8號，在發佈的34.0版本更新日誌當中，Ninja Kiwi提到氣球塔防6的開發團隊在開發支援Xbox和Playstation中已取得巨大進展，有望在2023年年初完成開發並儘早發佈。

## 遊戲反響
玩家針對此遊戲所給予的評價多數為正向評價，然而也有氣球塔防系列的玩家給出「此遊戲在炒冷飯」、「為體驗遊戲全部功能，必須忍受重複遊玩遊戲的枯燥」的批評。此外，遊戲內的翻譯問題也被玩家群體所詬病，並認爲此遊戲欠缺可重玩性。鑒於氣球塔防6需要通過先前的購買以取得遊玩權限，而通過遊戲內購買可以取得一般遊戲過程當中所沒有的權限，因此亦有評價認爲此遊戲以免費增值作爲架構運行。
截至2021年3月，此遊戲在Steam平台上的評價是「壓倒性好評」。

## 其他
氣球塔防6會定期進行遊戲內容的更新，以及對遊戲的平衡性進行調整。PC Gamer的Ben "RidiculousHat" Goodman高度評價遊戲的定期更新與平衡性調整，並認爲通過這樣的途徑可以增強遊戲的可玩性。

## 備註
1. ↑  限時售賣物品的具體限時時間視乎節日性質而定，時間長的可以有30日，如2022年聖誕節期間；時間短的僅有24時，如2022年星球大戰日期間。
2. ↑  簡單模式為3幅，中等模式為4幅，困難模式為5幅。
3. ↑  例如雙倍獲取遊戲內現金的權限。

## 外部連結
- 氣球塔防6官方網站 （页面存档备份，存于）（英文）
- 氣球塔防6官方Reddit社群 （页面存档备份，存于）（英文）
- 在Ninja Kiwi官網上的氣球塔防6 （页面存档备份，存于）（英文）
- 2018年5月16號，在氣球塔防6發佈前夕由開發商Ninja Kiwi所發佈的遊戲宣傳片 （页面存档备份，存于）